# Радлицка (станция метро)
«Радлицка» — станция пражского метрополитена. Расположена на Линии B между станциями «Йинонице» и «Смиховске надражи».
Открыта в составе участка «Смиховске надражи» — «Нове Бутовице» 26 октября 1988 года.

## Характеристика
Это подземная станция, расположенная неглубоко — 10 м под землёй. Длина станции 251 м, из которых платформа около 100 и другие технологические учреждения занимают примерно сто пятьдесят; станция имеет в общей сложности 170 операционных залов. Вестибюль очень мал. 
Станция облицована зелёными листами стекла Connex и металлической полосой с названием станции. На потолке платформы были расположены специальные ламели, целью которых является ослабить шум, который вызывают проходящие поезда.
У выхода на улицу Радлицке расположена остановка автобусов.

## История
Станция строилась с 1984 по 1988 годы.